# Леонова, Татьяна Георгиевна
Татья́на Гео́ргиевна Лео́нова (2 мая 1929, Иркутск — 16 декабря 2021) — советский и российский фольклорист, профессор Омского государственного педагогического университета, действительный член Академии гуманитарных наук, член Научного совета по фольклору РАН, член редколлегии «Вестника Омского отделения Академии гуманитарных наук». лауреат премии имени А. Н. Веселовского (2003), «Заслуженный работник высшей школы Российской Федерации».

## Биография
Т. Г. Леонова родилась 2 мая 1929 г. в городе Иркутске. Её родители, Георгий Алексеевич Леонов и Клавдия Павловна Красильникова-Леонова, окончили Иркутский университет. Будучи учеником известного фольклориста и этнографа Г. С. Виноградова, Георгий Алексеевич в 1920-х гг. участвовал в этнографических экспедициях, где собирал материалы о деревянном зодчестве и другие сведения о народной культуре Восточной Сибири. К сожалению, 1930-е гг. изменили его судьбу, сделав военным топографом. Клавдия Павловна почти всю жизнь проработала библиотекарем. Семейная любовь к книгам, уважение к науке определили профессиональный выбор Татьяны Георгиевны.
На момент начала Великой Отечественной войны семья жила в Ярославле и была эвакуирована в Казахстан, а в 1942 году в Омск.
В 1948 году, окончив школу,Татьяна Георгиевна поступила в Омский педагогический институт. После его окончания продолжила обучение в аспирантуре, подготовила и защитила кандидатскую диссертацию «Традиции русской народной сказки в Сибири (по материалам Омской области)» в Институте мировой литературы.
В 1956 году вернулась в Омск и начала работать на кафедре русской и зарубежной литературы пединститута. В преподавательском арсенале Татьяны Георгиевны были разные курсы. Сначала молодому преподавателю поручили читать курсы русской литературы XIX и XX вв. и теории литературы. Позже, наряду с фольклором, Т. Г. Леонова читала древнерусскую литературу, вела спецкурсы и спецсеминары, посвященные проблемам регионального фольклора, фольклорно-литературного взаимодействия, поэтики словесного творчества, также разработала курс этнологии для студентов-культурологов. Все учебные занятия Т. Г. Леоновой проводились на высоком научном, методологическом и методическом уровне. В её курсах материал всегда разрабатывался теоретически глубоко и вместе с тем доступно для студентов. Одним из важных достоинств Татьяны Георгиевны как преподавателя являлось умение представить читаемый ею курс в контексте гуманитарной науки в целом, показать связь между вербальным и невербальным искусством, осветить рассматриваемый предмет с позиций смежных дисциплин. Педагогический опыт профессора Леоновой закреплен в ряде научно-методических публикаций, посвященных проблемам преподавания фольклора и этнологии, а также организации и проведению фольклорных практик. Т. Г. Леонова стояла у истоков фольклорного архива ОмГПУ, который был организован В. А. Василенко в 1951 г. Ученица приняла эстафету у своего учителя: под её руководством архивный материал был систематизирован в соответствии с требованиями фольклористики того времени. Татьяна Георгиевна также разработала «Положение о фольклорном архиве», отразившее специфику хранения и использования в научных и учебных целях экспедиционных материалов.
В 1989 году защитила докторскую диссертацию «Русская литературная сказка XIX века в её отношении к народной сказке: поэтическая система жанра в историческом развитии».
С 1991 года — руководитель Сибирского регионального вузовского центра по фольклору. Т. Г. Леонова более 40 лет руководила кружком народного творчества, который стал для многих поколений студентов ступенью в мир фольклора. В течение многих лет организовывала экспедиции и учебные практики студентов по собиранию фольклора Омской области. Под её руководством состоялось 25 выездов в разные районы Омской области. Ею же регулярно готовилась и публиковалась информация о результатах экспедиций и обзоры экспедиционных материалов в сборниках «Фольклор и литература Сибири» (Омск, 1974, 1975, 1976, 1981), в ежегоднике «Русский фольклор» (Т. 16. Л., 1976; Т. 17. Л., 1977).
Обладая творческими и организаторскими способностями, Т. Г. Леонова создала свою научную школу, объединившую группу аспирантов и соискателей сибирского региона, ею подготовлено 12 кандидатов филологических наук, которые работают в системе образования, многие занимают ответственные должности — доцентов и заведующих кафедрами. Список научных трудов Т. Г. Леоновой насчитывает более 200 публикаций, в 38 изданиях она была ответственным редактором, что свидетельствует о творческой активности и обширности интересов ученого. Работы Т. Г. Леоновой нашли широкое применение в исследовательской и практической деятельности учебных и научных учреждений разного профиля.
Последняя монография Т. Г. Леоновой «Проблемы изучения регионального фольклора» — это своеобразный итог её работы по изучению проблем регионального фольклора. В монографию вошли исследования разных лет, начиная с 1950-х гг. и заканчивая 2000-ми. Как писала сама Татьяна Георгиевна: «Книгу считаю для себя итоговой. В неё включено главное из того, что успела сделать по проблемам регионального фольклора, что останется после меня и может быть полезным для других» [Леонова, 2014, ч. 1, с. 15]. Действительно, книга нужна не только фольклористам, но и студентам, начинающим постигать особенности культуры, фольклора своего края.
Татьяна Георгиевна Леонова до конца жизни оставалась в научном строю: принимала участие в подготовке юбилейного XXX семинара «Народная культура Сибири», который состоялся 30 ноября — 2 декабря 2021 г., сделала доклад на семинаре, а через две недели её не стало. Её ученики и коллеги вспоминают сибирского ученого, обращаются к её трудам и продолжают начатое ею направление в изучении фольклора Омского Прииртышья.
Скончалась 16 декабря 2021 года. Похоронена на Старо-Северном кладбище.

## Награды
- Т. Г. Леонова награждена значком «Отличник народного просвещения».
- Премия имени А. Н. Веселовского (2003) — за цикл работ «Фольклоры Севера», включающий следующие труды: «Русские сказки Сибири и Дальнего Востока: Волшебные. О животных», «Русский календарно-обрядовый фольклор Сибири и Дальнего Востока» из серии «Памятники фольклора народов Сибири и Дальнего Востока»; «Народная культура Муромцевского района»; пять книг из серии «Народная культура Сибири».
- За заслуги в научной работе и значительный вклад в дело подготовки высококвалифицированных специалистов высшей школы Т. Г. Леоновой присвоено почётное звание «Заслуженный работник высшей школы Российской Федерации».